# Otakar Hübner

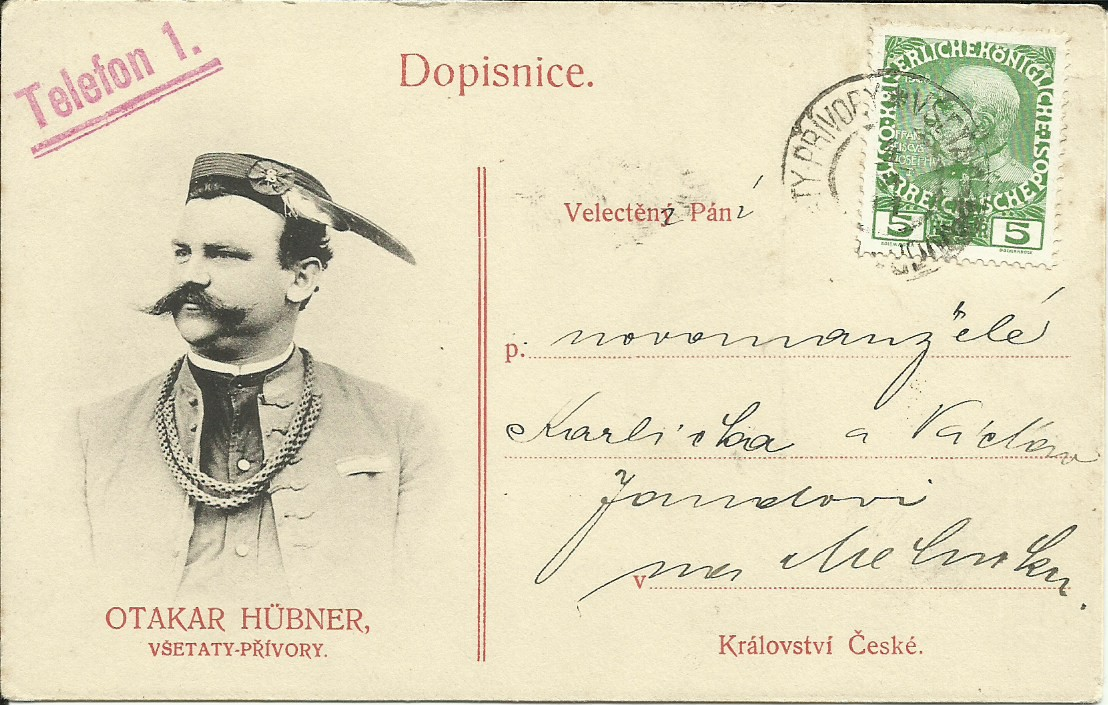
Otakar Hübner v sokolském kroji

Otakar Hübner (14. prosince 1870 Mlékojedy – 15. března 1929 Praha) byl český a československý politik a poslanec Revolučního národního shromáždění za Republikánskou stranu československého venkova (agrárníky), později člen Československé živnostensko-obchodnické strany středostavovské.

## Biografie
V letech 1918–1920 zasedal v Revolučním národním shromáždění. Byl profesí obchodníkem.
Založil obchod se zeleninou a semeny. Jeho působištěm byly Všetaty. Později provozoval také prodejnu dřevěného paliva. V roce 1914 zasedal v říšské vyživovací radě ve Vídni a byl místopředsedou její pražské pobočky. Angažoval se v Sokolu jako kapelník sokolského orchestru ve Všetatech. Později působil v Praze v orchestru Cibulářská kapela. Je spoluzakladatelem Sdružení českých obchodníků a exportérů ovocem a zeleninou. Spolupodílel se na Ottově obchodním naučném slovníku. Jeho bratrem byl Václav Hýbner (který si počeštil své příjmení) a který ve 20. a 30. letech zasedal v Národním shromáždění republiky Československé za živnostníky. V této straně se angažoval i Otakar Hübner.
Zemřel 15. března 1929 v tzv. Borůvkově sanatoriu v Praze-Novém Městě čp. 1627. Pohřben byl o dva dny později ve svém bydlišti, Všetatech.